# Génocide kurde
Le génocide kurde, aussi connu sous le nom d'Anfal, a lieu de février à septembre 1988. Ordonné par le régime irakien de Saddam Hussein et dirigé par son cousin Ali Hassan al-Majid, il cause la mort de 50 000 à 180 000 civils kurdes,. L'épisode le plus marquant de ce génocide est le bombardement aux armes chimiques de la ville kurde d'Halabja le 16 mars 1988.

## Résumé
La guerre Iran-Irak est à l’origine de la quatrième insurrection kurde irakienne profitant de l’instabilité dans la région. 
En mars 1987, Ali Hassan al-Majid est nommé Secrétaire général du parti Baas pour la région Nord, incluant le Kurdistan. Sous son autorité, le contrôle des opérations contre les combattants kurdes est transféré de Bagdad au parti Baas. Ceci est le prélude à la « solution finale » au problème de l’insurrection kurde décidée par Al-Majid dès son arrivée à son poste. L'opération destinée à éradiquer définitivement le « problème kurde » est baptisée Anfal.
Les opérations se décomposent en une série de huit Anfal. Les sept premiers Anfal ont pour cible la région où agit l'Union patriotique du Kurdistan (UPK) tandis que l'« Anfal final » s'abat sur la région dominée par le Parti démocratique du Kurdistan (PDK).
Ainsi, se succèdent huit opérations, avec leurs régions cibles : 
- Premier Anfal : Sergalou et Bergalou, du 23 février au 19 mars 1988. C'est lors de ce premier Anfal qu'Halabja est gazé ;
- Deuxième Anfal : Qara Dagh, du 22 mars au 1er avril 1988 ;
- Troisième Anfal : Germian, du 7 avril au 20 avril 1988 ;
- Quatrième Anfal : La vallée du Zab, du 3 mai au 8 mai 1988 ;
- Cinquième, sixième et septième Anfal : Les vallées de Shaqlawa et Rawanduz, du 15 mai au 26 août 1988 ;
- Anfal final : Badinan, du 25 août au 6 septembre 1988.

200 000 soldats irakiens sont affectés à cette campagne de génocide qui a recours à des offensives terrestres, des bombardements aériens, des destructions systématiques de zones d'habitation civile, des déportations massives, la mise en place de camps de concentration, des exécutions sommaires et bien sûr l'utilisation massive d'armes chimiques, ce qui a valu à Ali Hassan Al-Majid le surnom d'Ali le chimique.
Plus tard, lors d’une déclaration télévisée Saddam Hussein expliqua : « Les Barzanis ont étendu leur trahison à d'autres familles, ils sont impliqués dans ce crime et sont devenus des guides pour l'armée perse et ont aidé à occuper la terre d'Irak. […] Ils ont donc été sévèrement punis et sont allés en enfer. »

## Bilan
D'après le Tribunal spécial irakien, 182 000 civils ont été tués et plus de 2 000 villages détruits.
D'après Human Rights Watch, 90 % des villages de la région cible ont été rayés de la carte et 1 754 écoles et 270 hôpitaux détruits. Selon son rapport :
« Où sont les tombes de tous ceux qui furent tués, et combien de corps contiennent-elles ? Moins de 50 000 serait inconcevable, ce pourrait être le double de ce chiffre. » Après le soulèvement du printemps 1991, les leaders kurdes « ont mentionné 182 000 morts – une extrapolation approximative basée sur le nombre de villages détruits. Quand il entendit cela, on rapporte que Ali Hassan al-Majid s'est emporté, disant : “182 000 ? Qu'est-ce c'est que cette exagération ? Ce ne peut pas être plus de 100 000 .” »
Les alliés occidentaux de l'Irak sont réticents à condamner le massacre de Halabja en dépit de l'immense émotion de l'opinion publique internationale. La France se contente d'un bref communiqué condamnant « l'usage d'armes chimiques où que ce soit ». Le rapport de l'ONU, réalisé par un colonel de l'armée espagnole, note seulement que « des armes chimiques ont de nouveau été employées tant en Irak qu'en Iran » et que « le nombre de victimes civiles augmente ». Le secrétaire général de l'ONU affirme que les nationalités « sont difficiles à déterminer, tant pour les armes que pour les utilisateurs de celles-ci ». La sous-Commission des droits de l'homme des Nations unies estime, par onze voix contre huit, qu'il n'y a pas lieu de condamner le régime de Saddam Hussein pour violation des droits de l'homme. Le président américain George H. W. Bush s'oppose à des sanctions contre l'Irak et lui accorde au contraire un prêt de un milliard de dollars.

## Procès

### Procès de La Haye
Frans Van Anraat est un homme d'affaires néerlandais. Il a fourni au régime de Saddam Hussein des substances chimiques qui ont permis de produire les armes chimiques utilisées contre les Kurdes. Il vit à Bagdad quand l'offensive américaine a commencé en 2003. À la chute de Saddam Hussein, Van Anraat est retourné aux Pays-Bas. Le 6 décembre 2004, il est arrêté pour complicité de crime de guerre et génocide. Van Anraat est poursuivi par le tribunal de La Haye en vertu d'un jugement de la Cour suprême des Pays-Bas donnant aux tribunaux néerlandais compétence universelle pour juger les personnes suspectées de crimes de guerre et de génocide dès lors qu'elles résident aux Pays-Bas. 
Le 23 décembre 2005, Van Anraat est reconnu coupable de complicité de crime de guerre et condamné à 15 ans de prison. La Cour ne le condamne pas pour génocide, car elle estime que Van Anraat ne pouvait pas connaître les « intentions génocidaires » du régime. Elle affirme cependant qu'un génocide a bien eu lieu contre les Kurdes lors de l'opération Anfal.
Avec ce jugement, le gazage des Kurdes est pour la première fois qualifié officiellement de génocide par un tribunal.

### Tribunal spécial irakien (TSI)
En juin 2006, le tribunal spécial irakien annonce la tenue prochaine du procès Anfal impliquant Saddam Hussein et six coaccusés. Le procès débute le 21 août 2006 et Saddam Hussein est présenté en décembre 2006 au tribunal. Mais il est exécuté le 30 décembre 2006 car il avait déjà été condamné à mort dans le procès de Dujail. 
Le procès Anfal continue pour les coaccusés en l'absence de Saddam Hussein. Le 23 juin 2007, Ali Hassan al-Majid, Sultan Hashem Ahmed et Hussein Rashid Mohammed sont reconnus coupables de génocide et sont tous les trois condamnés à mort par pendaison. Farhan Jubouri et Saber Abdel Aziz al-Douri sont condamnés à la prison à vie. Enfin, le sixième accusé, Taher Tawfiq al-Ani, est acquitté faute de preuves.